# 서울정보소통광장
서울정보소통광장은 서울특별시청에서 운영하는 정보 공개 사이트이다. 서울특별시에서 추진한 누드프로젝트의 일환으로 제작되었다. 서울시의 행정정보를 모아 시민에게 공개하는 서비스이다. 문서를 미리보기로 열람하고 원문을 내려받을 수 있다.

## 서비스

### 결재문서
다양한 결재문서를 분야별로 제공한다. 서울시의 본청과 사업소 외에도 25개의 자치구와 투자출연기관의 결재문서도 열람 가능하다. 서울시에서 개최하는 회의에 대하여 계획~결과를 볼 수 있으며, 주요 시정 핵심과제 사업 및 100억 이상 예산이 투입되는 대규모 사업의 정보, 각종 건설사업 현황도 사이트에 공개되어 있다.

### 속속정보
정책연구자료, 예산설명서, 통계정보, 사전정보공표를 제공한다. 정책연구자료는 정책자료와 연구자료를 통합하여 제공한다.

### 정보공개청구
정보소통광장에서 법령에 의해 의무적으로 제공하여야 하는 정보공개목록에 기반한 정보공개 청구가 가능하다.